# Ricardo Joseph (piloto)
Ricardo Guillermo Joseph (5 de septiembre de 1959, Detroit, Míchigan, Estados Unidos) es un piloto argento-estadounidense de automovilismo de velocidad actualmente retirado. Es hijo del reconocido ingeniero automovilístico Ricardo Félix Joseph, quien se desempeñó entre 1962 y 1978 como jefe del departamento de competición de General Motors de Argentina, para las participaciones de los equipos oficiales de dicha compañía en la categoría Turismo Carretera. Se lo reconoce en el ambiente con el diminutivo "Ricky", para diferenciarlo de su padre.
Nació en Detroit, Estados Unidos, debido a la estadía de su padre cuando trabajaba en la casa central de General Motors. Tras la vuelta a la Argentina, Ricky adoptaría la nacionalidad argentina y se afincaría con su familia en la localidad de Tigre (Buenos Aires).
Su carrera deportiva la inició en 1991, compitiendo en la Clase 2 del Turismo Nacional, categoría de la que fuera subcampeón en 1992 y peleara el título entre 1991 y 1995. Compitió también en las categorías TC 2000 y Turismo Carretera, debutando en ellas en 1996 y 2000. A lo largo de su carrera deportiva se destacó como defensor de las marcas Volkswagen y Chevrolet, además de recibir el apoyo de parte de su empresa familiar.
Se retiró de la competición efectiva en el año 2008, teniendo pequeñas participaciones en competencias de pilotos invitados de TC 2000 y TRV6 en los años siguientes. Tras su retiro, continuó trabajando al frente de su empresa familiar, dedicada a la producción y provisión de elementos y componentes de automóviles de competición. Sin embargo, continuó ligado al deporte motor al ser convocado por su amigo, el expiloto Sergio Guarnaccia, junto al cual fundaron la escudería Hurlingham Competición, equipo desarrollado sobre la base del grupo de trabajo que acompañó a Guarnaccia durante su carrera deportiva.
Actualmente, a la par de sus funciones dentro del equipo Hurlingham Competición, acompaña también la campaña deportiva de su hijo Agustín quien inició su carrera deportiva en las divisiones inferiores de la Top Race.

## Trayectoria
| Año  | Categoría                               | Marca               |
| ---- | --------------------------------------- | ------------------- |
| 1990 | Clase 2 del Turismo Nacional            | Fiat Duna           |
| 1991 | Clase 2 del Turismo Nacional            | Volkswagen Gacel    |
| 1992 | Subcampeón Clase 2 del Turismo Nacional | Volkswagen Gacel    |
| 1993 | Clase 2 del Turismo Nacional            | Volkswagen Gacel    |
| 1993 | Clase 2 del Turismo Nacional            | Volkswagen Gol      |
| 1994 | Clase 2 del Turismo Nacional            | Volkswagen Gol      |
| 1995 | Clase 2 del Turismo Nacional            | Volkswagen Gol      |
| 1996 | Debut en TC 2000                        | Volkswagen Pointer  |
| 1997 | Debut en TC 2000 Light                  | Volkswagen Pointer  |
| 1998 | TC 2000 Light                           | Volkswagen Pointer  |
| 1999 | TC 2000 Light                           | Volkswagen Pointer  |
| 2000 | Debut en Turismo Carretera              | Chevrolet Chevy     |
| 2001 | Turismo Carretera                       | Chevrolet Chevy     |
| 2002 | Turismo Carretera                       | Chevrolet Chevy     |
| 2003 | Turismo Carretera                       | Chevrolet Chevy     |
| 2004 | Turismo Carretera                       | Chevrolet Chevy     |
| 2005 | Turismo Carretera                       | Chevrolet Chevy     |
| 2006 | Turismo Carretera                       | Chevrolet Chevy     |
| 2007 | Turismo Carretera                       | Chevrolet Chevy     |
| 2008 | Turismo Carretera                       | Chevrolet Chevy     |
| 2009 | Invitado 200 km de Buenos Aires         | Volkswagen Bora     |
| 2010 | Invitado Carrera de la Historia de TRV6 | Volkswagen Passat V |

- [9]

## Resultados

### Turismo Competición 2000
| Año  | Equipo             | Auto               | 1     | 2      | 3     | 4     | 5    | 6    | 7     | 8     | 9     | 10     | 11   | 12   | 13    | 14    | 15     | 16     | 17    | 18    | 19     | 20     | 21     | 22     | 23    | 24    | 25    | 26    | 27     | 28     | Res. | Puntos |
| ---- | ------------------ | ------------------ | ----- | ------ | ----- | ----- | ---- | ---- | ----- | ----- | ----- | ------ | ---- | ---- | ----- | ----- | ------ | ------ | ----- | ----- | ------ | ------ | ------ | ------ | ----- | ----- | ----- | ----- | ------ | ------ | ---- | ------ |
| 1997 |                    |                    | RAF I | RAF I  | RC I  | RC I  | POS  | POS  | SJU I | SJU I | PAR   | PAR    | GR   | GR   | BB I  | BB I  | SJU II | SJU II | RC II | RC II | NDJ    | NDJ    | MZA    | MZA    | BB II | BB II | TRE   | TRE   | RAF II | RAF II | 24.º | 4      |
| 1997 | Joseph Competición | Volkswagen Pointer | Ret   | 14     | 12    | Ret   | Ret  | 10   | Ret   | Ret   | Ret   | Ret    | Ret  | NL   |       |       |        |        |       |       | Ret    | 13     | 14     | Ret    | Ret   | 10    | Ret   | NL    | 8      | Ret    | 24.º | 4      |
| 1998 |                    |                    | AG I  | AG I   | MDP I | MDP I | RC I | RC I | SJU I | SJU I | OLA   | OLA    | GR   | GR   | PAR I | PAR I | BA     | BA     | BB    | BB    | SJU II | SJU II | MDP II | MDP II | RC II | RC II | AG II | AG II | PAR II | PAR II | 19.º | 20     |
| 1998 | Joseph Competición | Volkswagen Pointer | 9 (8) | 10 (9) | WD    | WD    |      |      |       |       |       |        |      |      |       |       |        |        |       |       |        |        |        |        |       |       |       |       |        |        | 19.º | 20     |
| 1998 | Joseph Competición | Volkswagen Polo    |       |        |       |       |      |      |       |       | 7 (5) | 11 (7) | Ret  | NL   | 12    | Ret   | NL     | 19†    | Ret   | 19†   |        |        | 16     | 10     | Ret   | Ret   | 9     | 14    | 13     | Ret    | 19.º | 20     |
| 1999 |                    |                    | AG I  | AG I   | MDP   | MDP   | POS  | POS  | OLA   | OLA   | RC    | RC     | BA I | BA I | BB    | BB    | TRE    | TRE    | AG II | AG II | GR     | GR     | RAF    | RAF    | PAR   | PAR   | SJO   | SJO   | BA II  | BA II  | 23.º | 8      |
| 1999 | Joseph Competición | Volkswagen Polo    | Ret   | Ret    | 27†   | Ret   | 11   | 8    | 15    | Ret   | 19    | 14†    | 10   | 9    | Ret   | Ret   | Ret    | Ret    | 18    | Ret   | 10     | Ret    | Ret    | NL     | 18    | 13    | Ret   | 10    | WD     | WD     | 23.º | 8      |
| 2009 |                    |                    | AG    | GR     | OBE   | SMM   | TRH  | RES  | BA    | CEN   | SFE   | SFE    | SJU  | SJU  | PDF   |       |        |        |       |       |        |        |        |        |       |       |       |       |        |        | -    | -      |
| 2009 | JM Motorsport      | Volkswagen Bora    |       |        |       |       | Ret  |      | 20    |       |       |        |      |      |       |       |        |        |       |       |        |        |        |        |       |       |       |       |        |        | -    | -      |

#### Clase Light
| Año  | Equipo             | Auto               | 1     | 2     | 3    | 4    | 5   | 6   | 7     | 8     | 9   | 10  | 11  | 12 | 13   | 14   | 15     | 16     | 17    | 18    | 19  | 20  | 21  | 22  | 23    | 24    | 25  | 26  | 27     | 28     | Res. | Puntos |
| ---- | ------------------ | ------------------ | ----- | ----- | ---- | ---- | --- | --- | ----- | ----- | --- | --- | --- | -- | ---- | ---- | ------ | ------ | ----- | ----- | --- | --- | --- | --- | ----- | ----- | --- | --- | ------ | ------ | ---- | ------ |
| 1997 |                    |                    | RAF I | RAF I | RC I | RC I | POS | POS | SJU I | SJU I | PAR | PAR | GR  | GR | BB I | BB I | SJU II | SJU II | RC II | RC II | NDJ | NDJ | MZA | MZA | BB II | BB II | TRE | TRE | RAF II | RAF II | 10.º | 45     |
| 1997 | Joseph Competición | Volkswagen Pointer | Ret   | 4     | 2    | Ret  | Ret | 1   | Ret   | Ret   | Ret | Ret | Ret | NL |      |      |        |        |       |       |     |     |     |     |       |       |     |     |        |        | 10.º | 45     |

#### Copa TC 2000
| Año  | Equipo             | Auto            | 1    | 2    | 3   | 4   | 5   | 6   | 7   | 8   | 9  | 10 | 11   | 12   | 13  | 14  | 15  | 16  | 17    | 18    | 19 | 20  | 21  | 22  | 23  | 24  | 25  | 26  | 27    | 28    | Res. | Puntos |
| ---- | ------------------ | --------------- | ---- | ---- | --- | --- | --- | --- | --- | --- | -- | -- | ---- | ---- | --- | --- | --- | --- | ----- | ----- | -- | --- | --- | --- | --- | --- | --- | --- | ----- | ----- | ---- | ------ |
| 1999 |                    |                 | AG I | AG I | MDP | MDP | POS | POS | OLA | OLA | RC | RC | BA I | BA I | BB  | BB  | TRE | TRE | AG II | AG II | GR | GR  | RAF | RAF | PAR | PAR | SJO | SJO | BA II | BA II | 7.º  | 150    |
| 1999 | Joseph Competición | Volkswagen Polo | Ret  | Ret  | 9†  | Ret | 1   | 1   | 3   | Ret | 7  | 6† | 2    | 2    | Ret | Ret | Ret | Ret | 6     | Ret   | 2  | Ret | Ret | NL  | 5   | 3   | Ret | 2   | WD    | WD    | 7.º  | 150    |

#### Copa Endurance Series
| Año  | Equipo        | Auto            | 1   | 2  | 3   | Res. | Puntos |
| ---- | ------------- | --------------- | --- | -- | --- | ---- | ------ |
| 2009 |               |                 | TRH | BA | PDF | -    | 0      |
| 2009 | JM Motorsport | Volkswagen Bora | Ret | 20 |     | -    | 0      |

## Palmarés
| Título     | Categoría                    | Automóvil        | Año  |
| ---------- | ---------------------------- | ---------------- | ---- |
| Subcampeón | Clase 2 del Turismo Nacional | Volkswagen Gacel | 1992 |
| Subcampeón | Clase 2 del Turismo Nacional | Volkswagen Gol   | 1995 |